# Pills N Potions
Pills n Potions è una canzone della rapper trinidadiana Nicki Minaj dal suo terzo album The Pinkprint. È stata pubblicata il 21 maggio 2014 dalla Young Money Entertainment. 
La canzone ha debuttato alla numero 24 su Billboard USA e nella top 40 in Australia, Irlanda, Nuova Zelanda e Regno Unito.

## Successo commerciale
Negli Stati Uniti, Pills n Potions ha debuttato al numero 47 della Billboard Hot 100 nella settimana terminata il 7 giugno 2014 vendendo 84 000 copie e accumulando 709.000 riproduzioni streaming nei primi quattro giorni di rilascio. Ha poi raggiunto il numero 24 nella classifica.